# Cleome viscosa
Cleome viscosa är en paradisblomsterväxtart som beskrevs av Carl von Linné. Cleome viscosa ingår i släktet paradisblomstersläktet, och familjen paradisblomsterväxter.

## Underarter
Arten delas in i följande underarter:
- C. v. deglabrata
- C. v. nagarjunakondensis

## Bildgalleri

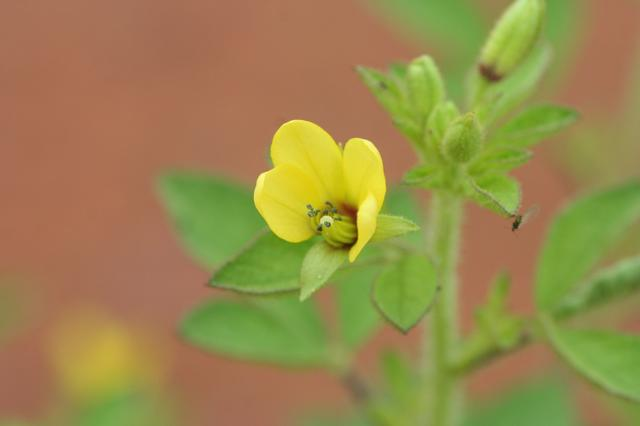
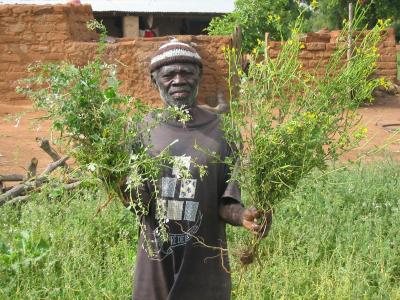
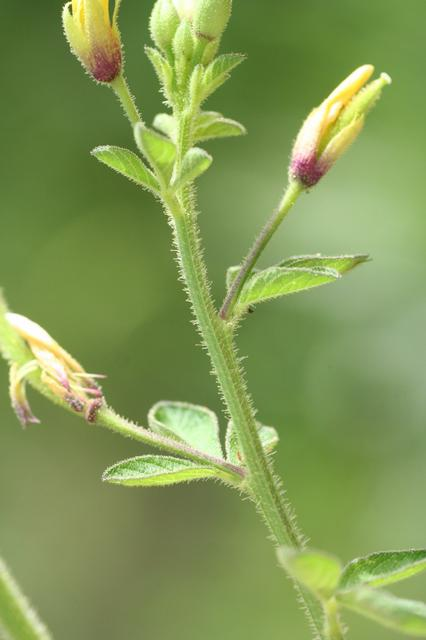
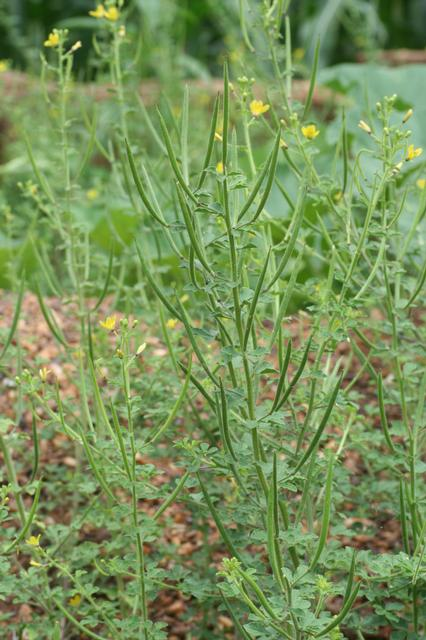
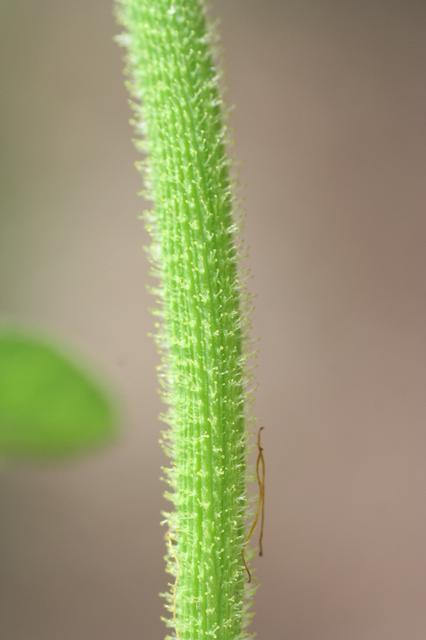
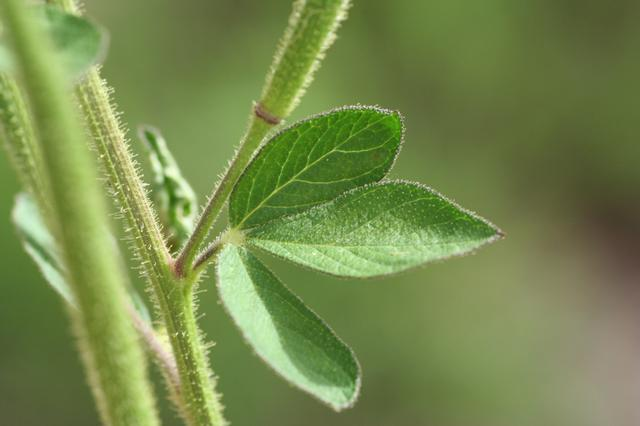